# Althegnenberg
Althegnenberg er en kommune i Landkreis Fürstenfeldbruck der ligger i den vestlige del af Regierungsbezirk Oberbayern i den tyske delstat Bayern. Den er en del af Verwaltungsgemeinschaft Mammendorf. Den ligger omkring 14 km vest for Fürstenfeldbruck og 40 km vest for München.
Til kommunen Althegnenberg hører landsbyerne Althegnenberg og Hörbach Natursbeskyttelsesområdet Haspelmoor